# Heteronychia germaini
Heteronychia germaini är en tvåvingeart som först beskrevs av Rickenbach 1977.  Heteronychia germaini ingår i släktet Heteronychia och familjen köttflugor. Inga underarter finns listade i Catalogue of Life.